# Tricensimae
Tricensimae is de naam van een Laat-Romeins legerkamp dat aan het begin van de vierde eeuw in de onmiddellijke nabijheid van de huidige stad Xanten (D) lag. De naam van de vesting is een aanduiding in het Latijn voor het getal 30. Dit was de getalsmatige aanduiding voor het Legio XXX Ulpia Victrix dat hier van 122 na Christus, aanvankelijk in legerkamp Vetera II in de buurt van het huidige Birten, tot ongeveer het jaar 400 gelegerd was.

## Ontstaan van Tricensimae
De vesting Tricensimae ontstond tussen 308 en 311 na Christus onder de regering van keizer Constantijn de Grote. Aanleiding voor de bouw waren de herhaalde invallen van de Franken die reeds in 260 n. Chr., zonder succes, en in 275, met succes, Colonia Ulpia Traiana hadden ingenomen en verwoest. Pas onder keizer Diocletianus kon de orde weer eingszins worden hersteld hetgeen niet voorkwam dat Franken de grens nogmaals overstaken. In 306 keerde Constantijn uit Britannia terug om dit probleem definitief op te lossen en de noordelijke grenzen beter te beveiligen. Een en ander resulteerde in de bouw van Tricensimae.
Tricensimae lag binnen de muren van de verlaten Romeinse stad Colonia Ulpia Traiana. De vesting besloeg niet het gehele areaal van de stad maar slechts het centrum. Binnen haar muren lagen het Capitool, het forum en de thermen dat als zodanig niet meer in gebruik was. Voor de bouw van de geweldige muren en torens die de vesting omgaven, en die wellicht 18 meter hoog waren, werden waarschijnlijk delen van de omliggende gebouwen van de verlaten stad gesloopt. De muren waren 3,5 meter dik en waren uitgerust met 44 halfronde torens. De vesting werd daarnaast nog eens beschermd door twee brede grachten. De totale oppervlakte bedroeg 16 hectare.

## Functie Tricensimae
Tricensimae bood plaats aan de soldaten van het 30e legioen die in Nedergermanië gelegerd waren om het noordoostelijkste deel van de Romeinse rijksgrens te beschermen. Met de bouw van de vesting probeerde Rome hernieuwd haar greep op haar noordoostelijkst gelegen gebiedsdelen te versterken nadat door interne en externe factoren deze greep in de voorafgaande decennia verzwakt was. Tricensimae paste in een verdedigingslinie van vestingwerken die Gallië tegen invallende barbaren moest beschermen en was een belangrijk steunpunt in Germania II (Secunda).

## Ondergang Tricensimae
Tricensimae werd omstreeks het jaar 351 ingenomen door de Franken. In 359 werd het wederom door het Romeinse leger bezet. De schrijver Ammianus Marcellinus maakt melding van het feit dat onder de regering van Julianus Tricensimae werd terugveroverd en dat de muren van de militaire nederzetting moesten worden hersteld. De Romeinse bezetting zou tot ongeveer 400 na Christus standhouden. De vesting werd daarop voorgoed verlaten hetgeen tevens het einde betekende van de Romeinse heerschappij in Nedergermanië. De stenen van het verlaten kamp werden, evenals de resten van de colonia in de loop van de Middeleeuwen afgebroken en herbruikt voor gebouwen in de omgeving, zoals de Xantener Dom St. Viktor, of verkocht.